# Кинг-оф-Праша
Кинг-оф-Праша (англ. King of Prussia, «Король Пруссии») — населённый пункт близ городка Аппер Мэрион, округ Монтгомери, штат Пенсильвания, США.

## История
Своё название община получила в XVIII веке от местной таверны под названием «King of Prussia», которая была названа в честь поддерживавшего американцев в ходе революции короля Пруссии Фридриха Великого. Таверна была первоначально построена как коттедж в 1719 году валлийскими квакерами Уильямом и Джанет Риз, основателями Ризвилла. Коттедж был переоборудован в гостиницу в 1769 году и имел устойчивый бизнес в колониальные времена, так как находился примерно в дне езды на лошади от Филадельфии. Поселенцы, направлявшиеся на запад, в Огайо, первую же ночь проводили в гостинице. В 1774 году семья Риз наняла Джеймса Берри для управления гостиницей, которая с тех пор стала известна как «Таверна Берри». Генерал Джордж Вашингтон впервые посетил таверну в День благодарения в 1777 году, когда Континентальная армия разбила лагерь в Уайтмарше; несколько недель спустя Вашингтон и армия остановились в соседнем Велли-Фордж.

## Современность
По данным переписи 2010 года, его население составляло 19 936 человек. Как и остальная часть округа Монтгомери в Пенсильвании, этот населённый пункт продолжает стремительно развиваться. Здесь находится один из крупнейших торговых центров США King of Prussia. Здесь же расположена штаб-квартира Комиссии по ядерному регулированию региона I. Он считается окраинным городом Филадельфии, состоящим из большого количества торговых и офисных помещений, расположенных на пересечении четырёх автомагистралей.

## Известные горожане
- Bloodhound Gang[7]
- Jobriath[8]
- Уильям Колпаг
- Майкл Дж. Фицджеральд, католический священник, помощник архиепископа Филадельфии[9]
- Грег Джанфорте[10]
- Кэти Джордан
- Энн Ли[11]
- Джонатан Робертс, сенатор США от Пенсильвании в XIX веке